# Wannengrab von Stampa

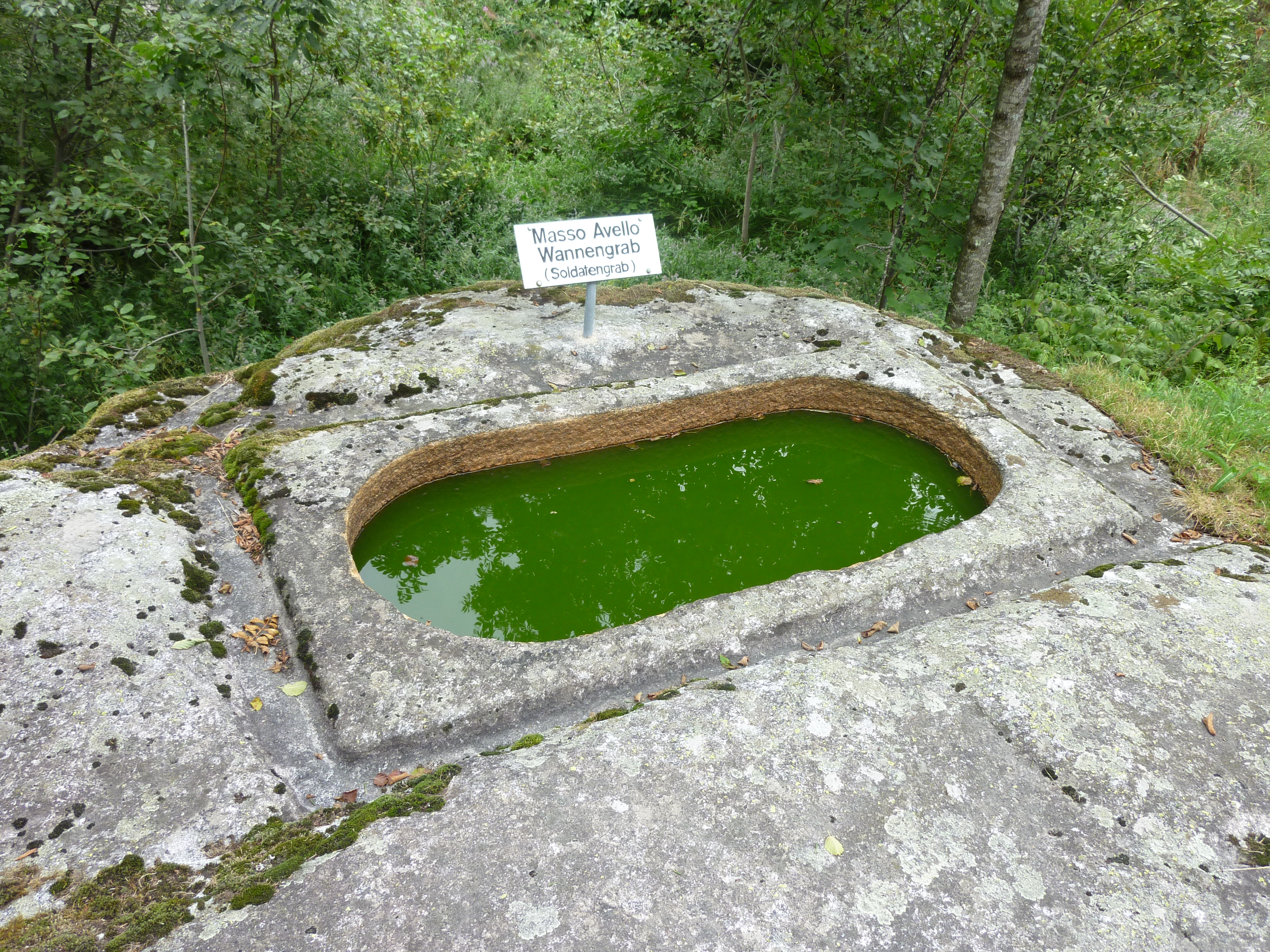
Wannengrab von Stampa

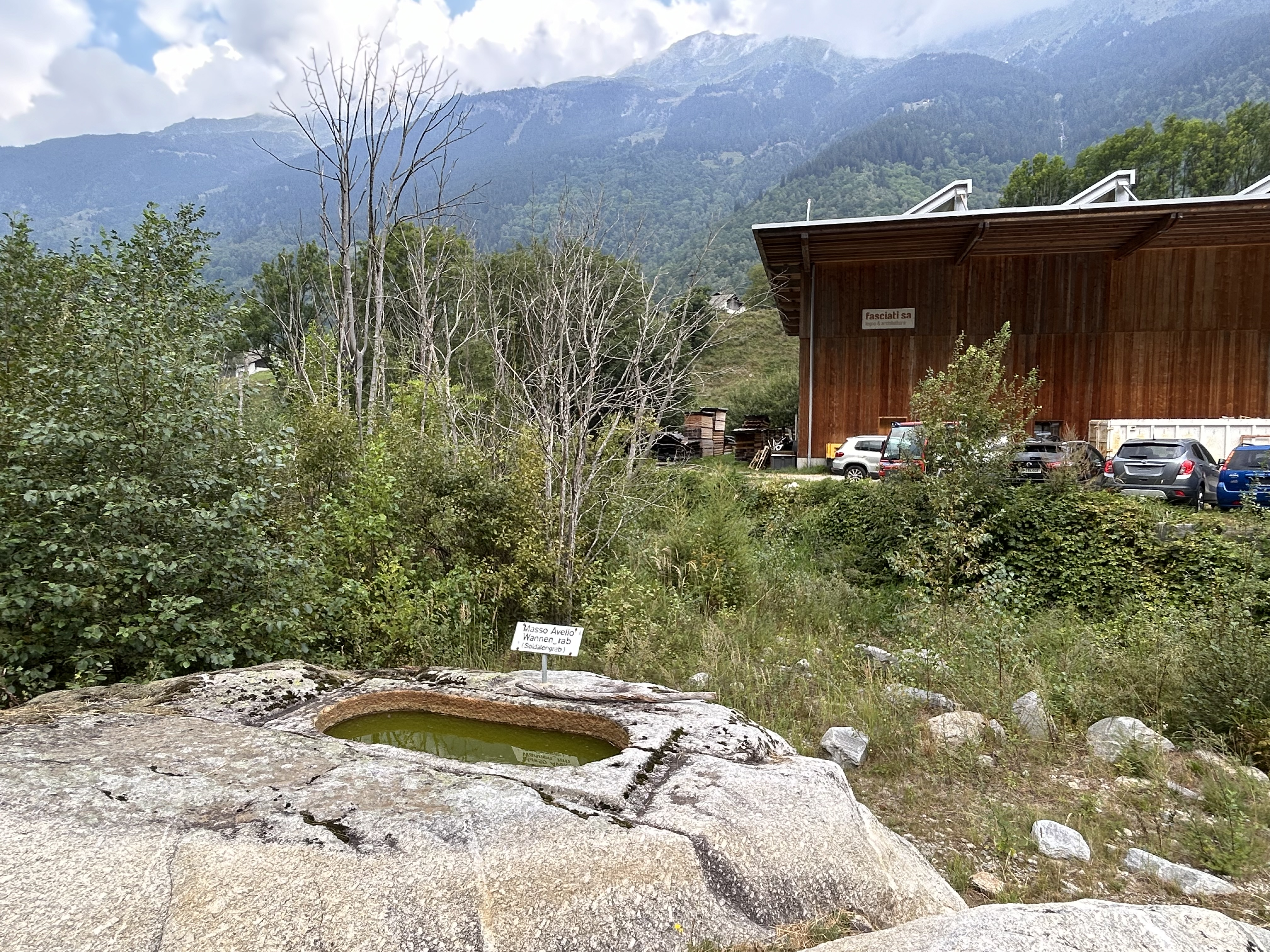
Umgebung

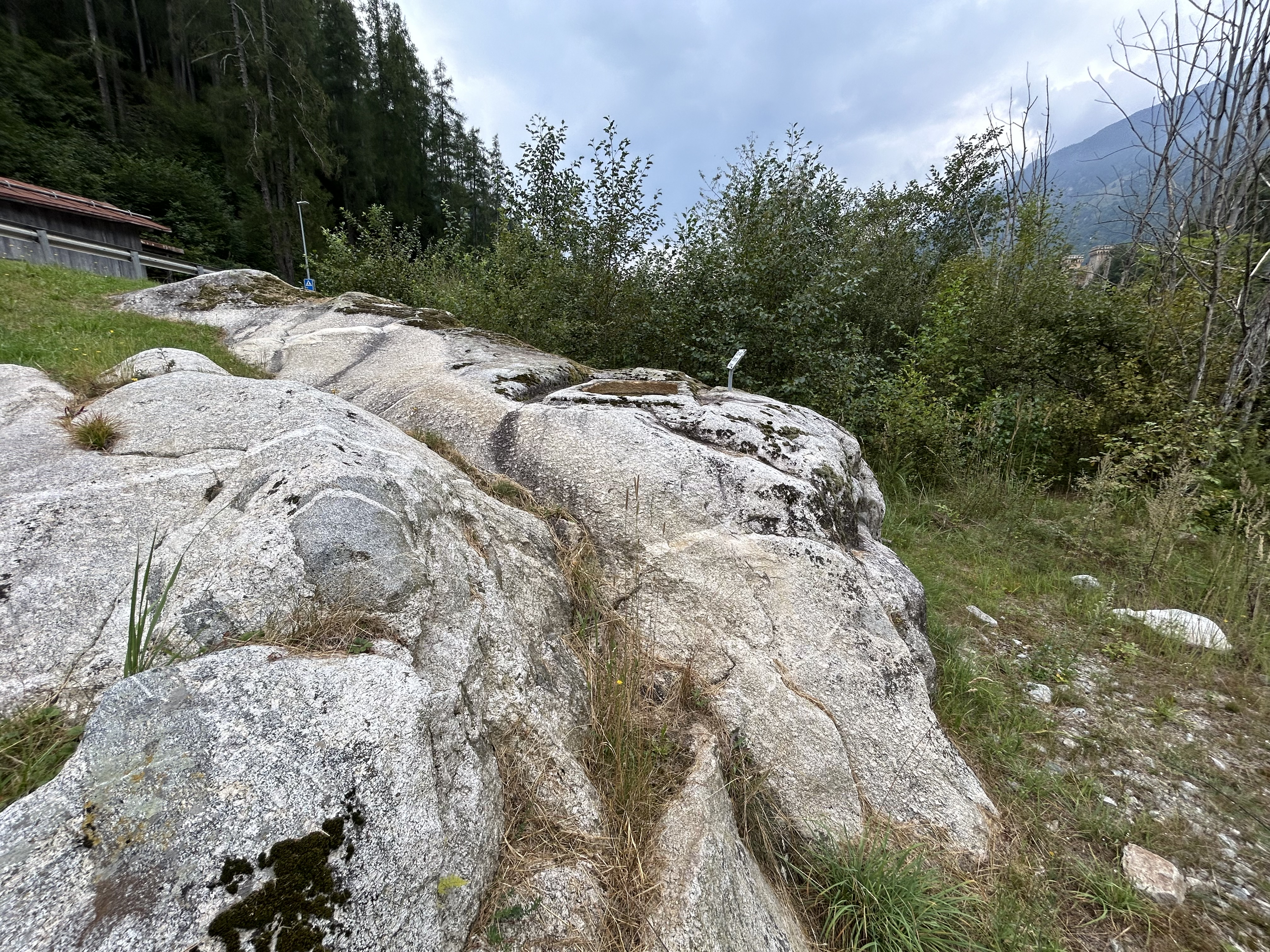
Seitliche Ansicht

Das sogenannte Wannengrab von Stampa liegt im Ortsteil Palü im Südwesten des Dorfes Stampa im Bergell im Kanton Graubünden. Es ist das einzige bekannte Grab dieser Art in der Schweiz.

## Beschreibung
Das Grab wird auch «Soldatengrab», «Steingrab» oder italienisch masso avello genannt. Es ist mit grosser Präzision in einen grossen Granitblock geschlagen und liegt am südlichen Ufer eines Bächleins, das aus dem Valun del Calcett kommt. Die Mera, die das Bergell durchfliesst, ist knapp 70 Meter entfernt. Die Wanne ist 1,92 Meter lang, 82 Zentimeter breit und 58 Zentimeter tief. An seinem westlichen Ende wurde zuunterst eine Schwelle ausgearbeitet, so dass der Tote gegen Osten blickte.
Um ein Verrutschen des Deckels zu verhindern, wurde um die Wanne herum eine rechteckige Vertiefung von 14 Zentimeter Breite ausgearbeitet. Gemäss örtlicher Überlieferung soll der Deckel in den Fluss gefallen und dort zersprungen sein. Durch eine schmale Rinne wurde das Regenwasser abgeleitet.

## Geschichte
Von diesen massi avelli sind mittlerweile rund 30 nachgewiesen; die meisten von ihnen liegen im Raum Como. Scherbenfunde in ihrer Umgebung lassen auf eine Entstehungszeit von 100 bis 400 n. Chr. schliessen. Welchem Volk sie zuzuschreiben sind, ist nicht geklärt. Die aufwändige Arbeit legt die Vermutung nahe, dass das Grab für eine bedeutende Persönlichkeit hergestellt worden sein muss. Da es sich um das einzige bekannte Grab in der Region handelt, kann die einheimische Bevölkerung als Erbauer ausgeschlossen werden. Auch eine römische Bestattung ist nicht wahrscheinlich, da das Grabmal fehlt, das bei einer derart wichtigen Person sicher errichtet worden wäre. Erwin Poeschel vermutet deshalb einen hohen römischen Beamten, der einem in der Gegend von Como siedelnden Volksstamm angehörte.